# Daniel Hånberg Alonso
Daniel Hånberg Alonso, född 1984 i Bålsta, är en svensk författare och DJ boende i Farsta Strand.
2010 utkom hans debutroman Afrikas öga, den första delen i en trilogi om äventyraren Thomas Blake. Han släppte sin fjärde roman Block - En deckare ur balans i tiden i september 2014 på Mogwai Bokförlag. Boken "handlar om en privatdetektiv, Josef Block. Denne färdas i tiden och löser fall i olika tidsepoker i Stockholm" och fick uppmärksamhet i bl.a. SvD.
Sedan 2003 har han varit aktiv som yrkesverksam DJ. Under åren 2008-2012 arrangerade han 80-talsklubben The Breakfast Club på Bonden Bar, Stockholm.

## Romaner
- Afrikas öga (2010) ISBN 978-91-87858-06-2
- Lauras ögon (2010) ISBN 978-91-7437-098-0
- Barnens ögon (2012) ISBN 978-91-7437-545-9
- Block - En deckare ur balans i tiden (2014) ISBN 978-91-87858-05-5